# Несрећа у руднику Крека 1990.
Несрећа у руднику Крека 25/26. августа 1990. била је највећа несрећа у историји рударства у Босни и Херцеговини и у бившој Социјалистичкој Федеративној Републици Југославији (СФРЈ).
Несрећа се догодила у ноћи 25/26. августа 1990. када је угљена прашина експлодирала око 3 сата ујутру. Живот је изгубило 180 рудара треће смене овог рудника. Просечна старост умрлих била је 27 година. Погинула је скоро цела смена. Сви који су се те вечери спустили у јаму су погинули, осим једног рудара који је задобио тешке повреде. 
Преживели рудар је од експлозије задобио опекотине другог и трећег степена, оштећење целог нервног система, био је у коми, добио је ПТСП, дијабетес и ослабило му је срце. Задржан је у болници 40 дана. 
Породице са 365 деце остале су иза погинулих рудара, где већина породица није имала начин финансиског издржавања. 
О деци је годинама бринуо Рудник Крека, а и покренуте су фондације, једна од њих је фондација „26. август“, који је формирала фирма Рудник Крека за збрињавање породица настрадалих рудара. Неки од њих су стамбено збринути, други су у међувремену завршили школовање, а 130 породица се одлучило је да узме отпремнине. Деца која су желела да се школују стипендирана су и по завршетку школовања одмах би била запошљавана на неком од радних места у објектима Рудника Крека. 
Мрамор је до те несреће имао у функцији два рудника лигнита (коп Добрња-Мрамор-Север и рудник Добрња -Мрамор-Југ). Због све хаварије, данас је у функцији само коп Добрња-Север, јер је након трагедије затворена јама Добрња Југ. 
Стручњаци истраге покренуте 2006. по налогу Жупанијског тужилаштва у Тузли, дошли су до закључка да је главни узрок несреће била експлозија облака угљене прашине узрокована неправилним минирањем челичне подконструкције. 
У знак сећања на трагедију, сваке године се у Рудницима Крека (уз присуство представника локалне власти) одаје  почаст погинулим рударима код спомен обележја на подручју Рудника Добрња-Југ у Мрамору.